# The Amateur Scientist
The Amateur Scientist (Lo scienziato dilettante) è stata una longeva rubrica di Scientific American. Per 72 anni, dal 1928 al 2001, ha rappresentato, per gli scienziati dilettanti, il punto di riferimento assoluto sul "come fare", riscuotendo un successo che ne ha fatto la rubrica di più lunga data nella storia della rivista. 

## Contenuti
La rubrica era tenuta in grande considerazione per la capacità di rivelare i dettagli più oscuri della ricerca, e per la capacità di mostrare agli sperimentatori casalinghi il modo per giungere a scoperte originali servendosi unicamente di materiali di basso costo. 
Fin dal suo debutto, nel 1928, "The Amateur Scientist" fu una risorsa primaria per chi realizzava progetti da mostrare nelle fiere scientifiche. È stata, inoltre, fonte di ispirazione per innumerevoli sperimentatori amatoriali, ha contribuito ad attrarre persone alla carriera scientifica e ha occupato un posto d'onore nelle librerie scolastiche in tutto il mondo.
Spesso eleganti e piuttosto sofisticati, i progetti proposti nella rubrica erano sempre accessibili al budget di un dilettante. Alcuni di essi erano così innovativi da stabilire un nuovo standard nel campo. Di fatto, "The Amateur Scientist" è un serbatoio di idee da cui attingono anche gli scienziati professionisti per trovare soluzioni a basso costo per i problemi incontrati nella ricerca di tutti i giorni.

## Storia

### Albert Ingalls
Le origini di "The Amateur Scientist" risalgono al 1928, quando l'astronomo Albert Ingalls inizio la rubrica sotto il nome di The Back Yard Astronomer ("L'astronomo nel cortile"). Ingalls insegnò agli amatori come essere personalmente coinvolti nell'astronomia auto-costruendosi strumenti ottici di livello professionale e conducendo osservazioni di avanguardia (il che contribuì a espandere l'hobby dell'autocostruzione di telescopi). Il nome della rubrica cambiò molte volte, comparendo come The Amateur Astronomer, The Amateur Telescope Maker, e Telescoptics.
Molti dei contenuti presenti in questi articoli furono poi pubblicati da Ingalls e Scientific American nel libro Amateur Telescope Making (Vol. 1-3). In seguito, Ingalls scelse di allargare gli orizzonti includendovi degli how to che spaziavano in tutti i campi della scienza, una scelta editoriale che impose il cambio del titolo in The Amateur Scientist.

### Clair L. Stong
Ingalls tenne la sua rubrica per quasi 30 anni. Nel 1954 l'editore scelse a succedergli Clair L. Stong. Stong lavorava dal 1926 come ingegnere elettronico della Westinghouse, dove sarebbe rimasto fino al 1962. Egli ampliò la rubrica, disseminandola spesso con progetti estremamente sofisticati, come generatori laser o acceleratori di particelle auto-costruiti.  
Molti scienziati di professione hanno rivelato di essere stati intrigati dalla scienza attraverso i sorprendenti pezzi scritti da Stong. Una delle attività che egli promosse durante l'Anno geofisico internazionale fu un programma per amatori chiamato Operation Moonwatch che  implicava la localizzazione di satelliti da parte di dilettanti.

## Pubblicazioni in italiano
La traduzione italiana di The Scientific American Book of Projects for the Amateur Scientist risulta in due versioni: 
- C. L. Stong, Lo scienziato dilettante, introduzione di Vannevar Bush, 767 p. con ill. - Firenze, Sansoni editore Firenze, 1966
- Come si fa, Enciclopedia pratica Sansoni, 470 p. con ill., Firenze, Sansoni, 1966 (estratto di articoli)